# Microclima
Un microclima es un conjunto de patrones y procesos atmosféricos que caracterizan un entorno o ámbito reducido.
Los factores que lo componen son la topografía, temperatura, humedad, altitud-latitud, luz, la cobertura vegetal y las obras humanas (arquitectura urbana, industria, procesos económicos, etc.) que pueden incidir en las variables atmosféricas (meteorológicas más que climáticas) y que sirven para suavizar los valores extremos (aire acondicionado en época de calor, calefacción en épocas de frío) de un lugar generalmente urbano y que terminan por modificar a escala muy local el clima normal de un lugar.
Además de los microclimas naturales, existen los microclimas artificiales, que se crean principalmente en las áreas urbanas (véase Isla de calor urbano) debido a las grandes emisiones de calor y de gases de efecto invernadero de éstas.